# Эрикссон, Шарлотта
Шарлотта Эрикссон (швед. Charlotta Maria Eriksson, 11 февраля 1794 — 21 апреля 1862) — шведская театральная актриса.

## Биография
Шарлота Эрикссон родилась в Стокгольме в 1794 г. Её матерью была Кристина Халлинг, её отцом традиционно считается трактирщик Ламберт, но вполне вероятно, что им был концертмейстер театра Ламберт, у которого мама Шарлотты работала служанкой. В 1797 г. Кристина Халлинг вышла замуж за Эммануила Эрикссона, служащего королевского двора, и взяла его фамилию.
В 1805 г. Шарлотту взяли на учёбу в актёрскую школу Dramatens elevskola. Первое её выступление в Королевском драматическом театре состоялось 1 апреля 1812 г. В том же году она вышла замуж за Юхана Фредрика Викстрёма, руководителя хора в Королевской опере, и до своего развода в 1821 г. носила имя Шарлотта Викстрём. Причиной развода послужило желание Шарлотты выйти замуж за своего любовника Эдуарда Дю Пюи, но его смерть вынудила Шарлотту в 1822 г. временно оставить сцену.
В дальнейшем Шарлотта была драматической актрисой, но по обычаю того периода могла выступать и в лирических представлениях, и петь в Королевской опере. Так, Шарлотта пела в опере «Волшебная флейта». Успешным было выступление Шарлотты в 1820 г., когда она вместо Каролины Кульман исполнила роль Офелии и удостоилась похвалы за реалистичное изображение своей героини. В 1821 г. Шарлотте сопутствовал успех в исполнении титульной роли в «Марии Стюарт», и её назвали одной из звёзд Королевского драматического театра наряду с Нильсом Альмлёфом, Ульриком Торсслов и Сарой Торсслов. К её наиболее приметным ролям относились Беата Тролле в Svante Sture och Märta Lejonhufvud Пера Адольфа Гранберга (1812 г.), Салли в Hartford och Sally by Zschokke (1814 г.), София в Herman von Unna (1817 г.) одна из норн в Balder (1819 г.), главная роль в «Прециозе» (1824 г.), Офелия в Гамлете (1824 г.), Луиза в Kabal och kärlek (1833 г.), главная роль в Thérése eller den fader och moderlösa flickan från Geneve (1820 г.), Берта в Skulden (1830 г).
Шарлотта часто исполняла главные роли в популярных в то время салонных французских комедиях. Поскольку старомодный мелодраматический стиль сценической игры не был её сильной стороной, её не приглашали играть в трагедиях, и ей удавался набиравший популярность реалистичный стиль игры. Её выступления пользовались успехом и получали хорошие отзывы в шведской прессе. Популярность Шарлотты отражалась и на её жалованье: в 1834 г. она получала 1600 риксдалеров, столько же, сколько получала примадонна Королевской оперы Генриетта Видерберг, и было значительно выше среднего жалованья рядовой актрисы в 200 риксдалеров, а самый высокооплачиваемый мужчина-актёр получал тогда 1800 риксдалеров.
Шарлотта приняла участие в двух конфликтах актёров с руководством театра в 1827 и 1834 гг. Если в 1827 г. требования актёров были выполнены, то инцидент 1834 г. закончился тем, что Шарлотту вместе с другой актрисой, Элисой Фрёсслинд просто уволили из театра, объявив, что театр более не в состоянии себе её позволить. Она некоторое время работала в театре Djurgårdsteatern в Стокгольме, однако зрителям её не хватало, и они требовали её возвращения. В итоге в 1836 г. Шарлотту приняли обратно, уменьшив её жалованье почти вдвое — до 825 риксдалеров.
Вначале Шарлотте передали роли Сары Торсслов, но трагедийные роли были для неё нехарактерны, и её исполнение вызывало нарекания, и их в итоге передали Эмили Хёгквист, а Шарлотте вернули её прежний репертуар. Последними успехами Шарлотты на театральной сцене стали Екатерина II в «Фаворите» Шарлотты Бирх-Пфейфер (1841 г.) и Герцогиня Мальборо в Le verre d’eau, ou les effets et les causes («Стакан воды») Скриба (1841 г.). В 1837—1841 гг. Шарлотта работала в Dramatens elevskola преподавателем декламации.
После сезона 1841—1842 гг. Шарлотта оставила Королевский театр с полной пенсией. Однако она продолжала эпизодически участвовать в театральных представлениях, в частности, в передвижных театрах Валлинса и Гиллеса, в Mindre teatern в сезоне 1847—1848 гг. и иногда в Королевском театре. Последний сезон 1849—1850 гг. она сыграла в Mindre teatern, последний раз появилась на сцене Королевского драматического театра в 1855 г., по-прежнему имея успех у зрителей.
Кроме работы в театре Шарлотта путешествовала — так, она была свидетельницей Пяти дней Милана. Она провела несколько лет в Италии, пока не поселилась в Дюссельдорфе, где её сын изучал искусство. Она ушла из жизни в Дюссельдорфе в 1862 г.